# Chrysopa latithorax
Chrysopa latithorax är en insektsart som beskrevs av Banks 1913. Chrysopa latithorax ingår i släktet Chrysopa och familjen guldögonsländor. Inga underarter finns listade i Catalogue of Life.